# Sofia Del Stabile
Sofia Del Stabile (Gorizia, 23 luglio 1998) è una calciatrice italiana, attaccante della Triestina.

## Carriera

### Club
Sofia Del Stabile cresce calcisticamente nelle formazioni giovanili del Graphistudio Tavagnacco, società dell'omonimo centro nei pressi di Udine, passando dalle Esordienti alla squadra che gioca il Campionato Primavera di categoria. In questo periodo si mette in luce per le qualità del gioco e viene anche scelta dal Comitato Regionale per rappresentare il Friuli-Venezia Giulia nei tornei riservati alle giovanili regionali.
Le prestazioni offerte nei tornei giovanili convincono la società ad inserirla nella rosa della formazione titolare, facendo il suo esordio in Serie A dalla stagione 2014-2015, alla 9ª giornata di campionato nella partita giocata fuori casa il 13 dicembre 2014 contro il Pordenone, incontro vinto dalle gialloblu per 0-2. La sua prima rete in Serie A arriva la giornata successiva, nell'incontro vinto sulle baresi del Pink Sport Time, con la rete siglata al 71' per il definitivo 2-0. La stagione termina con 15 presenze su 26 incontri e 2 reti realizzate. Del Stabile rimane con il Tavagnacco ancora due stagioni, ottenendo come migliore risultato il quinto posto in Serie A, al termine dei campionati 2014-2015 e 2015-2016, la finale di Coppa Italia 2014-2015.
Nell'agosto 2017 decide di trasferirsi negli Stati Uniti d'America, per approfondire gli studi iscrivendosi alla Nova Southeastern University (NSU) di Fort Lauderdale, Florida, continuando l'attività nella loro formazione di calcio femminile, la Nova Southeastern Sharks, nella Sunshine State Conference. Nel gennaio 2018 si è accordata con il Pordenone, partecipante al campionato di Serie B.
Nell'estate 2018, con la mancata iscrizione del Pordenone alla Serie C, è tornata al Tavagnacco.
Dal 2020 veste la maglia della Triestina.

### Nazionale
Entrata nel giro delle nazionali giovanili viene convocata per vestire la maglia della Nazionale italiana Under-17 facendo il suo debutto il 9 marzo 2015, durante la fase élite dell'edizione 2015 del Campionato europeo di categoria, dove scende in campo contro le pari età della Repubblica Ceca, incontro perso dalle azzurrine per 1-0.
Nel 2016 è inserita in rosa nella formazione Under-19 che partecipa alle qualificazioni valide per l'accesso all'europeo di Irlanda del Nord 2017. Il ct Enrico Sbardella la utilizza fin dal prima partita con il Galles del 18 ottobre, incontro dove Del Stabile sigla quattro delle sei reti con cui le azzurrine si impongono sulle avversarie. Ottenuto l'accesso alla fase finale, gioca due dei tre incontri disputati dall'Italia prima di essere eliminata dal torneo.